# Giallo Chartreuse
Mostrato a destra il colore giallo chartreuse. Una variante di tale colore è il color pera.
Il primo uso del termine chartreuse per indicare tale colore risale al 1892. Il nome chartreuse deriva da un liquore francese.
Il color giallo chartreuse è giallo all'87,5%, e verde al 12,5%.